# Tomas Lieske
Tomas Lieske, Pseudonym von Antonius (Ton) Theodorus van Drunen (* 8. Juni 1943 in Den Haag), ist ein niederländischer Dichter, Theater- und Prosaschriftsteller.

## Biografie
Lieske studierte ab 1966 niederländische Sprache und Literaturwissenschaft an der Universität Leiden. 1972 wurde er Dozent am Haag-Montessori-Lyceum in Den Haag. Dort organisierte er Theatervorstellungen. 1973 debütierte er mit dem Gedichtzyklus Gewapende maagd: een cyclus met biografische aantekening. 1974 beendete er sein Studium mit einer Arbeit (doctoraalscriptie) über die Romane Simon Vestdijks. Jahre später gab er das Theaterstück De duivels heraus und publizierte ein Essay über S. Vestdijks Reisgidsen vol Belluno's en blauwbaarden. Von 1978 bis 1982 studierte Lieske Dramaturgie in Amsterdam und spielte bei Erik de Vos in Den Haag im Theaterensemble De Appel. Gleichzeitig arbeitete er als Fotograf und bildender Künstler. 1982 vernichtete er seine Bilder und wählte für sich das Pseudonym Tomas Lieske. Von 1987 bis 1995 war er Redakteur der Zeitschrift Tirade.
Unter seinem Pseudonym Tomas Lieske, unter dem er bis heute veröffentlicht, debütierte er 1985 mit Gedichten in den Literaturzeitschriften Tirade und De Revisor. Die Zeitschrift Tirade gewann Lieske dafür, eine Gedichtchronik zu verfassen, die dann auch 1989 in der Essaysammlung Een hoofd in de toendra veröffentlicht wurde. Für sein Prosadebüt Oorlogstuinen erhielt Lieske 1992 den Geertjan-Lubberhuizen-Preis. Sein 1996 publizierter Erstlingsroman Nachtkwartier wurde für den Libris-Literaturpreis nominiert. Aber erst im Jahr 2001 erhielt Lieske für seinen Roman Franklin diesen Preis, ebenso wie den Inktaap. Eine weitere Nominierung bekam der Autor für Dünya (AKO Literatuurprijs). 2007 gewann er für die Gedichtsammlung Hoe je geliefde te herkennen den VSB-Poesiepreis (VSB-poëzieprijs). Für sein literarisches Gesamtwerk erhielt Lieske 2024 den Constantijn Huygensprijs.
Lieskes Werke wurden u. a. ins Tschechische, Türkische, Französische und Deutsche übersetzt.

## Werke

### Gedichte
- Haar nijlpaard optillen. Verlag Querido, Amsterdam 2012, 2012, ISBN 978-90-214-4246-4.
- Hoe je geliefde te herkennen. Verlag Querido, Amsterdam, 2006, ISBN 90-214-7306-2.
- Onwetend, maar overspel, Verlag Ser J. L. Prop, Terhorst Banholt 2006.
- Het blozend beest, Verlag Ser J. L. Prop, Terhorst Banholt 2005.
- Stripping & andere sterke verhalen. Verlag Querido, Amsterdam 2002, ISBN 90-214-7361-5.
- Of er spitsvreugde is. Gedichte ausgewählt durch T. van Deel. Verlag De Tuinpers, Terhorst Banholt 2001.
- Grondheer. Verlag Querido, Amsterdam 1993, ISBN 90-214-7353-4.
- Een tijger onderweg. Verlag Querido, Amsterdam 1989, ISBN 90-214-7351-8.
- De ijsgeneraals. Verlag Querido, Amsterdam: 1987, ISBN 90-214-7350-X.
- als Ton van Drunen: Gewapende maagd: een cyclus met biografische aantekening. Verlag De Vrye Vogel, Leiden 1973.

### Erzählungen, Novellen und Essays
- Retourschip De Liefde. Novelle. Verlag Querido, Amsterdam 2015, ISBN 978-90-214-5774-1.
- Een ijzersterke jeugd. Verlag Querido, Amsterdam 2008, ISBN 978-90-214-3530-5.
- Mijn soevereine liefde. Novelle. Verlag Querido, Amsterdam, ISBN 978-90-214-7297-3. (deutsch: Übersetzung Christiane Kuby. Aufbau-Verlag Berlin, 2005, ISBN 3-351-03240-4)
- De achterste kamer. Erzählungen u. Gedanken. Verlag Querido, Amsterdam. 1997, ISBN 90-214-7359-3.
- Gods eigen kleinzoon. Erzählungen. Verlag Querido, Amsterdam 1996, ISBN 90-214-7358-5.
- Oorlogstuinen. Erzählungen. Verlag Querido, Amsterdam 1992, ISBN 90-214-7352-6.
- Een hoofd in de toendra. Essays, Verlag Querido, Amsterdam 1989, ISBN 90-282-0712-0.

### Romane
- Door de waterspiegel. Verlag Querido, Amsterdam 2014, ISBN 978-90-214-5503-7.
- Alles kantelt. Verlag Querido, Amsterdam 2010, ISBN 978-90-214-3886-3.
- Dünya. Verlag Querido, Amsterdam 2007, ISBN 978-90-214-3317-2.
- Gran Café Boulevard. Verlag Querido, Amsterdam 2004, ISBN 90-214-7298-8. (deutsch: Übersetzung Christiane Kuby. Verlag Kiepenheuer, Köln 2004, ISBN 3-378-00665-X.)
- Franklin. Verlag Querido, Amsterdam 2000, ISBN 90-214-7360-7. (deutsch: Übersetzung Christiane Kuby. Verlag Rowohlt Reinbek b. Hamburg 2004, ISBN 3-498-03914-8)
- Nachtkwartier. Verlag Querido, Amsterdam 1996, ISBN 90-214-7354-2.

## Auszeichnungen
- 2024: Constantijn Huygensprijs
- 2012: Littéraire Witte Prijs für Alles kantelt
- 2007: VSB-Poesiepreis für Hoe je geliefde te herkennen[2][3]
- 2001: De Inktaap für Franklin
- 2001: Libris-Literaturpreis für Franklin
- 1992: Geertjan Lubberhuizenprijs für Oorlogstuinen

### Nominierungen
- 2008: Nominierung für den AKO-Literatuurprijs für Dünya
- 1996: Nominierung für den Libris Literatuurprijs für Nachtkwartier